# Justine Rasir
Justine Rasir (Braine-l'Alleud, 4 de diciembre de 2001) es una jugadora belga de hockey sobre césped.

## Trayectoria
Rasir debutó con la selección de Bélgica en el año 2020. Tuvo su primera participación olímpica en los Juegos Olímpicos de Paris 2024. En el torneo llegó a semifinales, pero perdió por penales ante China. En el partido por la medalla de bronce, perdió contra Argentina, nuevamente por penales.